# Демцю, Михаил Иванович
Михаил Демцю (2 января 1953), село Круковец, Львовская область) — украинский художник. Народный художник Украины (2010).

## Биография
Родился 2 января 1953 года в селе Круковец Львовской области. Окончил Училище прикладного искусства им. Труша в г. Львове.

## Творчество
Член Национального союза художников Украины. Заслуженный деятель искусств Украины (2003). В 2010 году получил звание Народного художника Украины.
Персональные выставки художника проходили в России, на Украине, в Франции, Германии, Бельгии, Голландии.
2004 год. По заказу фирмы Rosential (Германия) Михаил Демцю создал работы - роспись на фарфоре. В 2005 году поступил в продажу сервиз Петербург, работы художника. Для этой фирмы работали такие известнейшие художники, как Сальвадор Дали и Энди Уорхол.

## Награды
2001 - Украина. Лауреат III премии Всеукраинского триенале живописи.
2003 - Германия. Премия Фестиваля керамики в музее керамики г. Вестервальд.
2003 - Заслуженный деятель искусств Украины.
2010 - Народный художник Украины.